# Kanton Périgueux-Centre
Kanton Périgueux-Centre (francouzsky Canton de Périgueux-Centre) je francouzský kanton v departementu Dordogne v regionu Akvitánie. Tvoří ho pouze centrální část města Périgueux.